# 1. ceremonia wręczenia Orłów
1. ceremonia wręczenia Orłów za rok 1998, miała miejsce 21 czerwca 1999 roku w Kinie Capitol w Warszawie. Ceremonię wręczenia nagród poprowadzili Piotr Machalica i Maria Pakulnis.
Organizatorem wręczonych po raz pierwszy Polskich Nagród Filmowych było Stowarzyszenie Niezależnych Producentów Filmowych i Telewizyjnych. Nagrody wręczono w dwunastu kategoriach.
Najwięcej nominacji (po 10) otrzymały dwa filmy: Historia kina w Popielawach w reżyserii Jana Jakuba Kolskiego oraz Kroniki domowe Leszka Wosiewicza. O osiem nagród ubiegały się również dwa tytuły: Nic Doroty Kędzierzawskiej oraz Zabić Sekala w reżyserii Vladimira Michálka. Sześć nominacji przyznano filmowi Farba Michała Rosy. Wszystkie wyżej wymienione filmy zostały nominowane w kategorii najlepszy film.
Najwięcej nagród (4) odebrali twórcy filmu Historia kina w Popielawach, który nagrodzony został za najlepszy film, zdjęcia, muzykę i montaż. Obraz Zabić Sekala otrzymał trzy nagrody – za najlepszy scenariusz, nagrodę dla najlepszego producenta oraz za główną rolę męską w wykonaniu Olafa Lubaszenki. Nagrodę za główną rolę kobiecą odebrała Agnieszka Krukówna za rolę w filmie Farba.
Nagrodę za osiągnięcia życia wręczono Wojciechowi Jerzemu Hasowi.

## Laureaci i nominowani
Laureaci nagród wyróżnieni są wytłuszczeniem

### Najlepszy film
Reżyser / Producenci − Film
- Jan Jakub Kolski / Kazimierz Rozwałka – Historia kina w Popielawach
  - Michał Rosa / Filip Bajon – Farba
  - Leszek Wosiewicz / Michał Kwieciński – Kroniki domowe
  - Dorota Kędzierzawska / Dorota Kędzierzawska i Artur Reinhart – Nic
  - Vladimír Michálek / Dariusz Jabłoński – Zabić Sekala

### Najlepsza reżyseria
- Dorota Kędzierzawska − Nic
  - Michał Rosa − Farba
  - Jan Jakub Kolski − Historia kina w Popielawach
  - Leszek Wosiewicz − Kroniki domowe
  - Vladimír Michálek − Zabić Sekala

### Najlepszy scenariusz
- Jiří Křižan − Zabić Sekala
  - Jan Jakub Kolski − Historia kina w Popielawach
  - Leszek Wosiewicz − Kroniki domowe
  - Dorota Kędzierzawska − Nic
  - Zofia Miller − U Pana Boga za piecem
  - Andrzej Kondratiuk − Złote runo

### Najlepsza główna rola kobieca
- Agnieszka Krukówna − Farba
  - Danuta Stenka − Cudze szczęście
  - Grażyna Szapołowska − Kroniki domowe
  - Agnieszka Sitek − Zabić Sekala
  - Stanisława Celińska − Złote runo

### Najlepsza główna rola męska
- Olaf Lubaszenko − Zabić Sekala
  - Bartosz Opania − Historia kina w Popielawach
  - Krzysztof Kolberger − Kroniki domowe
  - Piotr Fronczewski − Łóżko Wierszynina
  - Marek Kondrat − Złoto dezerterów
  - Zbigniew Buczkowski − Złote runo

### Najlepsze zdjęcia
- Krzysztof Ptak − Historia kina w Popielawach
  - Paweł Edelman − Demony wojny według Goi
  - Łukasz Kośmicki − Gniew
  - Paweł Edelman − Kroniki domowe
  - Artur Reinhart − Nic
  - Martin Štrba − Zabić Sekala

### Najlepsza muzyka
- Zygmunt Konieczny − Historia kina w Popielawach
  - Krzesimir Dębski − Ciemna strona Wenus
  - Marcin Pospieszalski − Demony wojny według Goi
  - Wojciech Waglewski − Kroniki domowe
  - Tomasz Stańko − Łóżko Wierszynina

### Najlepszy montaż
- Ewa Pakulska − Historia kina w Popielawach (nagroda przyznana pośmiertnie)
  - Wanda Zeman − Demony wojny według Goi
  - Zbigniew Kostrzewiński − Farba
  - Elżbieta Kurkowska − Kochaj i rób co chcesz
  - Wanda Zeman − Kroniki domowe
  - Dorota Kędzierzawska i Artur Reinhart − Nic
  - Jadwiga Zajicek − U Pana Boga za piecem
  - Jiří Brožek − Zabić Sekala
  - Elżbieta Kurkowska − Złoto dezerterów

### Najlepsza scenografia
- Przemysław Kowalski − Kroniki domowe
  - Janusz Sosnowski − Billboard
  - Tadeusz Kosarewicz − Farba
  - Wojciech Saloni-Marczewski − Historia kina w Popielawach
  - Marcin Jarnuszkiewicz − Łóżko Wierszynina
  - Magdalena Kujszczyk − Nic

### Najlepszy dźwięk
- Lech Brański − Kochaj i rób co chcesz
  - Paweł Łuczyc-Wyhowski i Marek Wronko − Ciemna strona Wenus
  - Andrzej Żabicki − Historia kina w Popielawach
  - Barbara Domaradzka − Nic
  - Katarzyna Dzida − U Pana Boga za piecem
  - Wiesław Znyk − Złoto dezerterów

### Najlepszy producent
- Dariusz Jabłoński − Zabić Sekala
  - Filip Bajon − Farba
  - Kazimierz Rozwałka − Historia kina w Popielawach
  - Michał Kwieciński − Kroniki domowe
  - Dorota Kędzierzawska i Artur Reinhart − Nic
  - Tadeusz Chmielewski − U Pana Boga za piecem
  - Iga Cembrzyńska − Złote runo

### Nagroda za osiągnięcia życia
- Wojciech Jerzy Has

## Podsumowanie liczby nominacji
(Ograniczenie do dwóch nominacji)
10 : Historia kina w Popielawach, Kroniki domowe
8 : Nic, Zabić Sekala
6 : Farba
4 : U Pana Boga za piecem, Złote runo
3 : Łóżko Wierszynina, Złoto dezerterów, Demony wojny według Goi
2 : Ciemna strona Wenus, Kochaj i rób co chcesz

## Podsumowanie liczby nagród
(Ograniczenie do dwóch nagród)
4 : Historia kina w Popielawach
3 : Zabić Sekala